# Metagonia nadleri
Metagonia nadleri är en spindelart som beskrevs av Huber 2000. Metagonia nadleri ingår i släktet Metagonia och familjen dallerspindlar. Inga underarter finns listade i Catalogue of Life.